# Kirchenpaueria fragilis
Kirchenpaueria fragilis is een hydroïdpoliep uit de familie Kirchenpaueriidae. De poliep komt uit het geslacht Kirchenpaueria. Kirchenpaueria fragilis werd in 1882 voor het eerst wetenschappelijk beschreven door Hamann. 